# 地方史研究協議会
地方史研究協議会（ちほうしけんきゅうきょうぎかい、略称: 地方史、英語: Japanese Local History Research Association ()）は、日本の学術研究団体の一つ。

## 概要
1950年11月10日設立。学術研究団体としての種別は単独学会。
全国各地の地方史研究者及び研究団体相互間の連絡を密にし、地方史研究を推進することを目的とする学会として設立された。
国内においては日本歴史学協会に加盟している。

## 沿革
- 1950年 - 地方史研究協議会設立。

## 刊行物

### 地方史研究
- 誌名（和文）：地方史研究
- 誌名（欧文）：-
- 創刊年：1951
- 資料種別：ジャーナル（査読付き論文を含む）
- 使用言語：日本語のみ
- 発行形態：印刷体
- 著作権帰属先：学会
- クリエイティブコモンズ：定めていない
- 購読：有料